# Man skal altid reagere!
|  | Denne artikel er oprettet af botten Steenthbot ud fra en ekstern database. Den kan derfor have sproglige fejl eller mangler. Denne skabelon kan fjernes efter kontrol af indholdet. |

Man skal altid reagere! er en dansk dokumentarfilm fra 2006.

## Handling
Kan det virkelig passe, at mennesker med handicap har særlig stor risiko for at blive udsat for seksuelle overgreb? Ja, det kan det. Et seksuelt overgreb er lige så traumatisk for et menneske med handicap som for alle andre. Men ofte lukker vi øjnene for, at det sker. Indeholder tre autentiske historier fortalt af et forældrepar og to sagsbehandlere i en kommune.